# Fernando Manuel Alves Machado
Fernando Manuel Alves Machado GCC (Porto 7 de junho de 1906 — Lisboa, 25 de maio de 1991) desempenhou diversos cargos públicos durante o Estado Novo tendo sido Secretário de Estado do Comércio de 1965 a 1969.

## Biografia
Filho do historiador portuense José Júlio Gonçalves Coelho e de Maria Celestina Alves Machado (filha do 1.º Visconde de Alves Machado e 1.º Conde de Alves Machado).
Fernando Alves Machado teve um papel de relevo na melindrosa questão do volfrâmio durante a segunda guerra mundial. Em Junho de 1941, os alemães, após terem invadido a Rússia, vêem-se privados da sua principal fonte de volfrâmio e voltam-se para Península Ibérica como fonte alternativa. Portugal, país neutral, fica numa posição complicada. Começa então um período de melindrosas negociações com a Grã-Bretanha, Estados Unidos e Alemanha. É nesta altura, em 1942, que Alves Machado é chamado para a Vice-presidência da Comissão Reguladora do Comércio dos Metais, vindo a assumir a presidência nos anos de 1945 e 1946.
Mais tarde integrou a equipa de José Gonçalo Correia de Oliveira, equipa que colocou Portugal como membro fundador da EFTA, Associação Europeia de Livre Comércio, em 30 de Dezembro de 1959 e que negociou para Portugal o estatuto de membro associado da CEE, em 1962, colocando Portugal na senda dos mercados Europeus, o que esteve na base do período de maior crescimento económico de Portugal no século XX.
Enquanto Secretário do Comércio (1965-1969) teve um papel de forte pendor reformista e de abertura económica. Em 1967 aboliu, por portaria, o regime proteccionista do comércio do bacalhau, que se encontrava em vigor desde meados de trinta, o que determinou o fim da tabela de preços e do condicionamento das importações, sentenciando o fim da cartelização estatal das importações, com sinais de insustentabilidade há muito evidenciados, desmantelando uma das obras de referência do início do Estado Novo, conduzida por Henrique Tenreiro, «patrão das pescas» ".